# Peppo Brivio
Giuseppe (Peppo) Brivio (* 7. Juli 1923 in Lugano; † 16. Februar 2016 ebenda) war ein Schweizer Architekt, Universitätsprofessor und Vertreter der Tessiner Architekturschule. 

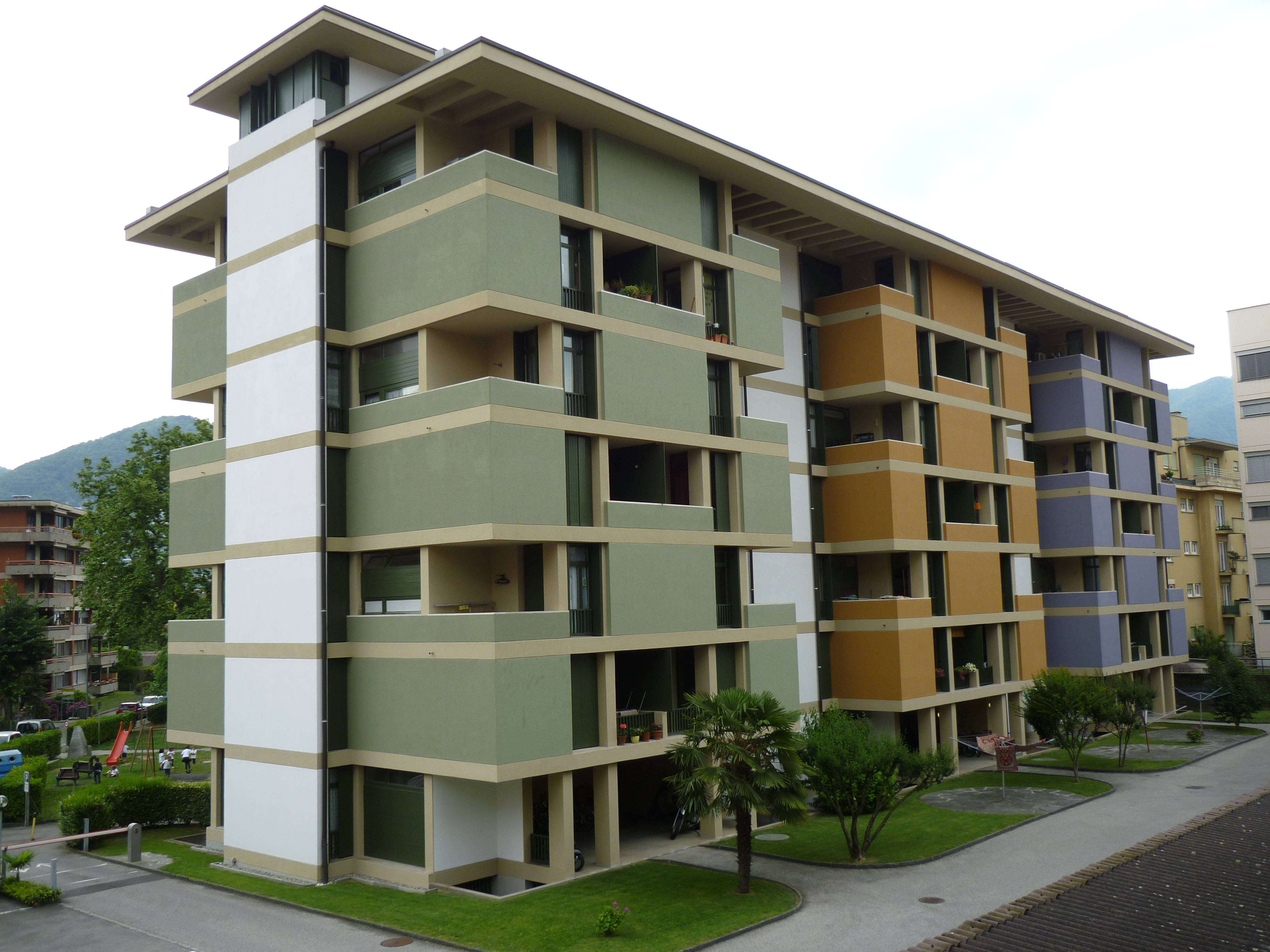
Casa Albairone, Massagno

## Werdegang
Giuseppe Brivio war Sohn des Bootsführers Italo Brivio aus Pianello del Lario. Nach dem Besuch des Lyzeums und des Polytechnikums in Mailand studierte er Architektur an der ETH Zürich, wo er 1947 das Architekturdiplom bei William Dunkel erlangte. Anschließend arbeitete er bis 1948 bei Otto Senn in Basel und war 1948/49 Assistent bei William Dunkel an der ETH Zürich. 1949 bis 1950  arbeitete er mit Franco Ponti, René Pedrazzini (1949–1956), Rino Tami (1953–1956) und Vittorio Gregotti (1963–1964) zusammen, wobei er eine strenge moderne «Poesie» entwickelte. Zwischen 1969 und 1990 war er Professor für Architektur an der Universität Genf.

## Bauten
- 1949–1950: Wohnhaus Isola Bella, Bellinzona, mit Franco Ponti
- 1951–1952: Talstation der Seilbahn Locarno-Orselina-Cardada
- 1950–1953: Wohnhaus Campagna, Bellinzona, mit Franco Ponti
- 1956–1957: Casa Albairone, Massagno mit Ingenieur Alessandro Rima[2][3][4]
- 1957–1958: Appartementhäuser Cate, Massagno
- 1958: Wohnhaus, Savosa
- 1959–1960: Appartementhaus Rosolaccio, Chiasso
- 1962: Wohnhaus Corinna, Morbio Inferiore
- 1962: Wohnhaus Casa dei Pini, Vacallo
- 1962–1963: Tankstelle – Kantonsstrasse zwischen Bondo und Castasegna[5]
- 1963: Wohnhaus, Caprino
- 1964: Einrichtung für die 13. Triennale, Mailand
- 1965–1967: Bankgebäude Weisskredit, Chiasso
- 1965–1969: Wohnhaus Valleggione, Bironico

## Ehrungen
- Die Casa Albairone ist Kulturgut der Gemeinde Massagno.